# Onan
Onan (hebr. אוֹנָן) – postać biblijna, drugi syn Judy i córki Kananejczyka noszącego imię Szua. Miał on starszego brata Era, oraz młodszych Szelę, Peresa i Zeracha. Występuje w 38. rozdziale Księgi Rodzaju jako ten, który po śmierci swego brata Era nie chciał mimo polecenia ojca dopełnić prawa lewiratu. Wiedział bowiem, że potomstwo przez niego spłodzone nie będzie uznane za jego własne, lecz za potomstwo zmarłego brata. Dlatego też unikał zapłodnienia ilekroć współżył z żoną brata, Tamar. Oryginalny hebrajski tekst biblijny, a za nim Wulgata podają, że Onan: (...) tracił z siebie nasienie na ziemię, aby nie wzbudził potomstwa bratu swemu. Biblia Tysiąclecia szczegół o wydalaniu przez Onana nasienia na ziemię zamieszcza w przypisach, a w tekście głównym podaje tylko, że unikał zapłodnienia. Ten sposób postępowania Onana nie podobał się Bogu, więc zgładził Onana.
Od imienia Onana wzięło się określenie onanizm – praktyka seksualna polegająca na samodzielnym zaspokajaniu popędu seksualnego.
Historia Onana była niekiedy przytaczana w teologii moralnej jako argument przeciwko praktykom autoerotycznym. Taka egzegeza była jednak niewłaściwa, ponieważ w potępieniu Onana można doszukiwać się jedynie przyczyn wynikających ze złamania lewiratu lub też z egoistycznych pobudek jego zachowania – które to pobudki jedynie pośrednio mogą uzasadniać negatywny obraz autoerotyzmu w Biblii.